# New Haven (Virginie-Occidentale)
Pour les articles homonymes, voir New Haven (homonymie).
New Haven est une ville américaine située dans le comté de Mason en Virginie-Occidentale.
Selon le recensement de 2010, New Haven compte 1 560 habitants. La municipalité s'étend sur 1,30 milles carrés (3,37 km2), dont 1,10 milles carrés (2,85 km2) de terres.
D'abord appelée New London, la ville adopte son nom actuel en 1856, en référence à New Haven dans le Connecticut, d'où étaient originaires les propriétaires de la première mine de la ville.